# Marija Tolokoninová
Marija Tolokoninová (rozená Šabalina; rusky: Мария Толоконина (Шабалина); anglický přepis: Maria Tolokonina (Shabalina); * 12. května 1987 Kirov) je ruská horolezkyně, reprezentantka a trenérka v ledolezení, několikanásobná mistryně světa, vítězka světového poháru a mistryně Evropy v ledolezení, bývalá reprezentantka ve sportovním lezení. Zasloužilá mistryně sportu Ruska.
Na závodech světového poháru v ledolezení se spolu s ní na dalších medailových pozicích často umisťovaly zejména Italka Angelika Rainer a Jihokorejka Sin Un-son.
Trénovala mimo jiné ruskou reprezentaci v Kyjevě, nebo také českou reprezentantku Anetu Loužeckou.
Na světovém poháru v ledolezení v roce 2010 závodila také Viktoria Shabalina a od roku 2011 manžel Marie Alexander Tolokonin (reprezentoval Ázerbájdžán a později Rusko).

## Výkony a ocenění
- 2007: mistryně světa
- 2009: mistryně světa
- 2011: mistryně světa
- 2012: mistryně Evropy
- 2012: zasloužilá mistryně sportu Ruska v ledolezení (oceněný byl také Pavel Guljajev)[3]
- 2014: mistryně Evropy
- 2007-2017: deset vítězství v celkovém hodnocení světového poháru (obtížnost a rychlost)
- 2017: mistryně světa
- 2018: první mistryně světa v kombinaci
- 2008-2019: desetinásobná vítězka v celkovém hodnocení světového poháru
- 2019: mistryně světa
- 2020: opět zvítězila v celkovém hodnocení SP v obou disciplínách, mistryně Evropy
- 2021: mistryně Evropy v obou disciplínách
- 2022: mistryně Evropy

### Závodní výsledky
* V roce 2007 závodila ještě jako Marija Šabalina, od roku 2008 jako Tolokoninová.
ledolezení
| Mistrovství světa v ledolezení | Mistrovství světa v ledolezení | Mistrovství světa v ledolezení | Mistrovství světa v ledolezení | Mistrovství světa v ledolezení | Mistrovství světa v ledolezení | Mistrovství světa v ledolezení | Mistrovství světa v ledolezení | Mistrovství světa v ledolezení | Mistrovství světa v ledolezení |
| Rok                            | 2007                           | 2009                           | 2011                           | 2013                           | 2015                           | 2017                           | 2018                           | 2019                           | 2022                           |
| ------------------------------ | ------------------------------ | ------------------------------ | ------------------------------ | ------------------------------ | ------------------------------ | ------------------------------ | ------------------------------ | ------------------------------ | ------------------------------ |
| Obtížnost                      | 8                              | 3                              | 6                              | 4                              | —                              | 3                              | (2)                            | 2                              | 16                             |
| Rychlost                       | 1                              | 1                              | 1                              | 5                              | —                              | 1                              | (1)                            | 1                              | 3                              |
| Kombinace                      | nezávodilo se                  | nezávodilo se                  | nezávodilo se                  | nezávodilo se                  | nezávodilo se                  | nezávodilo se                  | 1*                             | nezávodilo se                  |                                |

* pozn.: při nerozhodném výsledku v kombinaci (2018) rozhodovala rychlost
| Světový pohár v ledolezení | Světový pohár v ledolezení | Světový pohár v ledolezení | Světový pohár v ledolezení | Světový pohár v ledolezení | Světový pohár v ledolezení | Světový pohár v ledolezení | Světový pohár v ledolezení | Světový pohár v ledolezení | Světový pohár v ledolezení | Světový pohár v ledolezení | Světový pohár v ledolezení | Světový pohár v ledolezení | Světový pohár v ledolezení | Světový pohár v ledolezení | Světový pohár v ledolezení | Světový pohár v ledolezení | Světový pohár v ledolezení | Světový pohár v ledolezení                          |
| Rok                        | 2003                       | 2004                       | 2005                       | 2006                       | 2007                       | 2008                       | 2009                       | 2010                       | 2011                       | 2012                       | 2013                       | 2014                       | 2015                       | 2016                       | 2017                       | 2018                       | 2019                       | 2020                                                |
| -------------------------- | -------------------------- | -------------------------- | -------------------------- | -------------------------- | -------------------------- | -------------------------- | -------------------------- | -------------------------- | -------------------------- | -------------------------- | -------------------------- | -------------------------- | -------------------------- | -------------------------- | -------------------------- | -------------------------- | -------------------------- | --------------------------------------------------- |
| Obtížnost                  | 11                         | nekonalo se                | nekonalo se                | 14                         | 5                          | 5                          | 1                          | —                          | 4                          | 2                          | 1                          | 1                          | —                          | 1                          | 3                          | 2                          | 1                          | 1                                                   |
| jednotlivě* (21/6/9)       | ?,?, ?,?                   | ?                          | ?                          | 11                         | ,8,7                       | ,13,4                      | ,                          | —                          | ,11, · 6,                  | 13,, · ,,5                 | 4,, · ,                    | ,6, · ,                    | —                          | , · ,8                     | 8,, · 20,4,                | , · ,                      | ,,8, · ,                   | Stříbrná medaile · Zlatá medaile · Zlatá medaile    |
|                            |                            |                            |                            |                            |                            |                            |                            |                            |                            |                            |                            |                            |                            |                            |                            |                            |                            |                                                     |
| Rychlost                   | ?                          | nekonalo se                | nekonalo se                | 3                          | 1                          | 1                          | 1                          | —                          | 1                          | 3                          | 4                          | 5                          | —                          | 1                          | 1-2                        | 6                          | 2                          | 1                                                   |
| jednotlivě* (16/13/7)      | ,?,?                       | ?                          | ?                          | ,,-,-                      | ,                          | ?                          | ,                          | —                          | , · ,                      | 8,, · 5,,                  | , · 4,6,5                  | 7,5, · ,                   | —                          | , · ,                      | , · ,                      | 4,9,, · 23,                | ,,4, · 4,5,                | Stříbrná medaile · Zlatá medaile · Stříbrná medaile |

* poznámka: napravo jsou poslední závody v roce
| Mistrovství Evropy v ledolezení | Mistrovství Evropy v ledolezení | Mistrovství Evropy v ledolezení | Mistrovství Evropy v ledolezení | Mistrovství Evropy v ledolezení | Mistrovství Evropy v ledolezení | Mistrovství Evropy v ledolezení | Mistrovství Evropy v ledolezení |
| Rok                             | 2012                            | 2014                            | 2016                            | 2018                            | 2020                            | 2021                            | 2022                            |
| ------------------------------- | ------------------------------- | ------------------------------- | ------------------------------- | ------------------------------- | ------------------------------- | ------------------------------- | ------------------------------- |
| Obtížnost                       | 3                               | 1                               | 6                               | 1                               | 1                               | 1                               | 1                               |
| Rychlost                        | 2                               | 2                               | 1                               | 2                               | 2                               | 1                               | 6                               |

sportovní lezení
| Světový pohár ve sportovním lezení | Světový pohár ve sportovním lezení |
| Rok                                | 2013                               |
| ---------------------------------- | ---------------------------------- |
| Obtížnost                          | 37-40                              |
| jednotlivě                         | ,-,-,-,-,16,-,-,-,                 |

| Mistrovství světa juniorů ve sportovním lezení | Mistrovství světa juniorů ve sportovním lezení |
| Rok                                            | 2002 kat. B                                    |
| ---------------------------------------------- | ---------------------------------------------- |
| Rychlost                                       | 7                                              |